# Hogna bellatrix
Hogna bellatrix är en spindelart som först beskrevs av Ludwig Carl Christian Koch 1865.  Hogna bellatrix ingår i släktet Hogna och familjen vargspindlar. Inga underarter finns listade i Catalogue of Life.